# Ривер Вејл (Њу Џерзи)
Ривер Вејл (енгл. River Vale) град је у америчкој савезној држави Њу Џерзи.

## Демографија
По попису из 2000. године број становника је 9.449.
| Група             | 2000.         | 2010.    |
| Белци             | 8.470 (89,6%) | 0 (0,0%) |
| Афроамериканци    | 55 (0,6%)     | 0 (0,0%) |
| Азијати           | 557 (5,9%)    | 0 (0,0%) |
| Хиспаноамериканци | 304 (3,2%)    | 0 (0,0%) |
| Укупно            | 9.449         | 0        |